# Campionato del mondo formula 1 motonautica

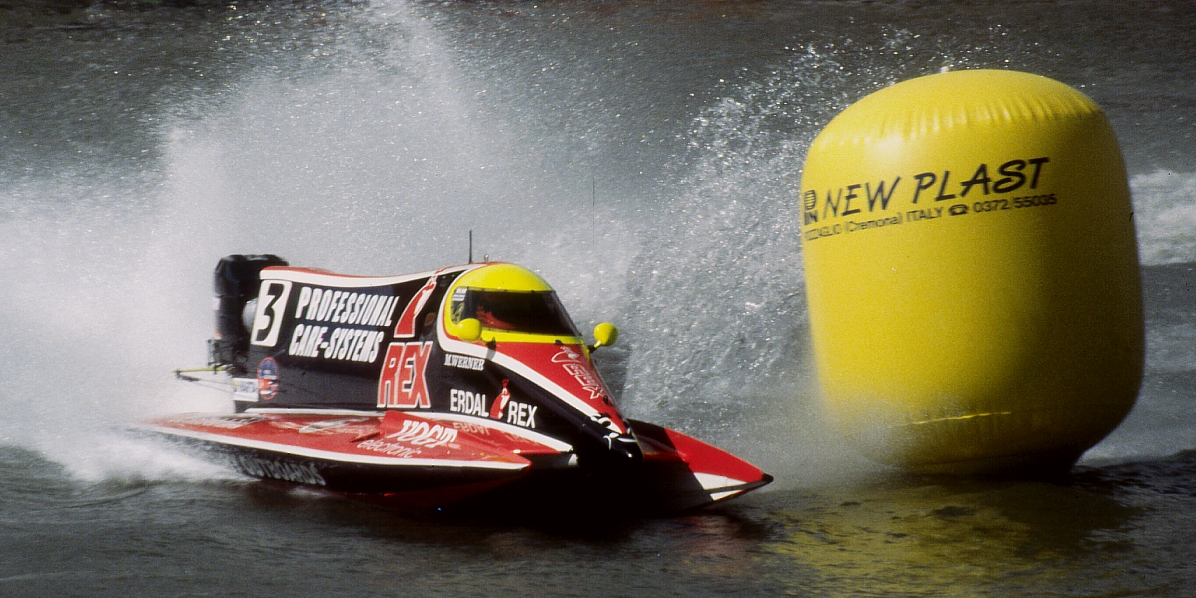
Un motoscafo F1 in azione durante una competizione

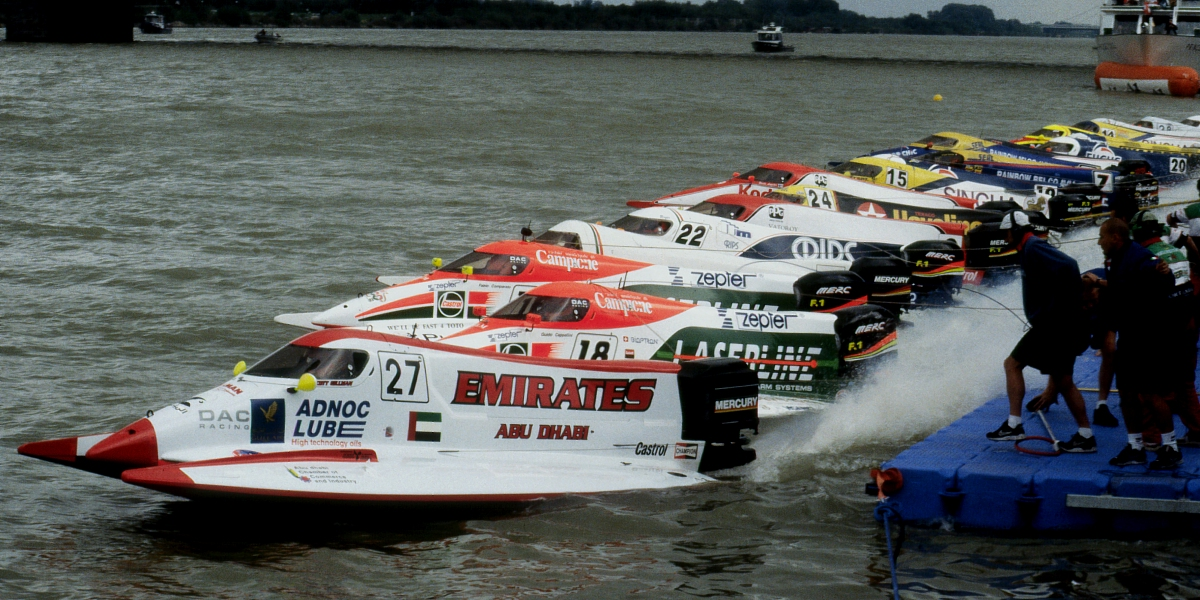
Vetture allineate alla partenza di una gara

F1H2O o comunemente campionato del mondo di formula 1 motonautica è uno sport organizzato e promosso da H2O Racing Ltd. È patrocinato dall'Unione Internazionale di Motonautica (UIM). È la massima classe di motonautica inshore.
Ogni gara dura all'incirca 45 minuti e si svolge su un circuito delineato da boe di colore giallo e rosso in base alla direzione della curva. Le gare di F1H2O vengono organizzate in laghi, porti, fiumi e coste riparate con superfici estremamente calme.
La griglia di partenza viene stabilita in base al risultato delle prove di qualificazione, cronometrate da un avanzato sistema manuale/satellitare combinato.

## Storia
Le prime competizioni motonautiche inshore di livello mondiale per imbarcazioni fuoribordo risalgono agli anni '60, quando a Lake Havasu City (e in seguito a Saint Louis) si teneva annualmente una gara di tipo unlimited (senza limiti di motore), considerata l'evento più importante della stagione.
Nel frattempo in Europa si disputavano diverse gare indipendenti, senza un vero campionato, e la massima categoria era la classe ON per motori di cilindrata fino a 2 litri.
A partire dal 1973 le categorie della motonautica furono riclassificate in Formule in analogia con l'automobilismo e la classe ON cominciò quindi ad essere conosciuta come Formula 1.
Negli anni successivi, la categoria unlimited americana venne riconosciuta dalla UIM come classe OZ e iniziò a diffondersi anche in Europa, venendo aggregata all'esistente Formula 1.
Nel 1978 fu istituito il Canon Trophy, precursore del campionato del mondo. L'intenzione del trofeo era quella di creare una competizione con classifica a punti che includesse le più prestigiose gare europee, grazie anche al coinvolgimento delle due note case costruttrici di motori nautici Mercury Marine e OMC. Il Canon Trophy era aperto alle imbarcazioni di Formula 1 (ON e OZ) e di formule minori e si svolse per tre stagioni.
Infatti, alla fine del 1980, avvenne una scissione tra le due classi principali: alcuni piloti crearono la FONDA (Formula ON Drivers Association) che l'anno seguente avrebbe organizzato il proprio campionato con imbarcazioni di classe ON e col supporto della Mercury. I sostenitori della classe OZ invece istituirono una serie rivale, grazie all'appoggio della OMC per la fornitura dei motori (coi marchi Evinrude e Johnson) e della John Player come sponsor principale. Dopo diverse dispute su chi avesse il diritto di utilizzare il marchio "Formula 1", la UIM decise di assegnare la denominazione alla serie con le imbarcazioni OZ, che divenne quindi ufficialmente il Campionato del Mondo Formula 1. Il campionato FONDA divenne invece noto col nome di World Grand Prix.
Per alcuni anni il campionato mondiale F1 surclassò come spettacolarità e popolarità la serie rivale, fin quando l'escalation delle prestazioni delle potenti OZ causò alcuni incidenti mortali. Questi eventi causarono l'abbandono da parte di diversi sponsor e la serie necessitò una ristrutturazione che fece spostare il baricentro delle gare verso gli Stati Uniti, ritenuti il mercato principale per i motori fuoribordo di grossa cilindrata. Una cattiva gestione economica da parte dell'organizzatore portò alla definitiva chiusura del campionato al termine del 1986 e al suo assorbimento all'interno delle competizioni nazionali americane.
In Europa continuava comunque a tenersi il World Grand Prix della FONDA che guadagnò in popolarità dalla scomparsa della serie rivale, attirando piloti e sponsor. Per questo motivo, nel 1990 la UIM decise di promuoverlo a Campionato del Mondo di F1.
Nicolò di San Germano è diventato il promotore dell'evento nel 1993 e da allora è riuscito a ampliare notevolmente i confini geografici e la notorietà di questo sport. Il 18 dicembre 2015 Marit Strømøy, pilota norvegese, è la prima donna a vincere una gara (di massima categoria) fra tutti gli sport motonautici. Sale sul primo gradino del podio di Sharjah (emirati Arabi Uniti) seguita da 18 piloti.

## Imbarcazioni
Nel campionato di F1H2O si utilizzano catamarani che, oltre a permettere di raggiungere un'alta velocità, hanno una manovrabilità eccezionale. Le imbarcazioni pesano 390 kg, calcolando anche il peso del motore che da solo raggiunge 118 kg; riescono a mantenere un peso così basso grazie all'utilizzo di materiali come la fibra di carbonio e il kevlar. Sono lunghe sei metri, larghe due e utilizzano un motore Mercury Marine V6 due tempi, 425 CV. Questo motore permette alle F1 della motonautica di raggiungere i 100 km/h in meno di quattro secondi e di arrivare ad una velocità massima di oltre 240 km/h.

## Struttura del campionato
I partecipanti al campionato del mondo di F1H2O si dividono in 10 differenti team composti da almeno due piloti ciascuno. Il campionato è suddiviso in più Gran Premi (6-9 gare annuali) e si svolge in tutto il mondo in luoghi stabiliti all'inizio di ogni stagione.
Ogni gara permette al vincitore di accumulare punti in base alla sua posizione di arrivo secondo la seguente tabella:
| Posizione | Punti |
| --------- | ----- |
| Primo     | 20    |
| Secondo   | 15    |
| Terzo     | 12    |
| Quarto    | 9     |
| Quinto    | 7     |
| Sesto     | 5     |
| Settimo   | 4     |
| Ottavo    | 3     |
| Nono      | 2     |
| Decimo    | 1     |

Al termine della stagione viene premiata la miglior scuderia in base alla somma dei punteggi ottenuti dai rispettivi piloti e il miglior pilota che ottiene il titolo di campione del mondo.

## Regole generali
Ogni Gran Premio ha la durata di 45 minuti, la lunghezza di ogni tracciato è di circa 2 km ed è segnalato dalla presenza di boe di colore rosso, che obbligano il passaggio alla sinistra della stessa, e di boe di colore giallo che obbligano il passaggio alla destra della stessa.
Il campo gara si divide in 5 diverse aree:

DRY PIT: Area dove si trovano tutte le barche fuori dall'acqua e gli spazi per le scuderie, qui avvengono i lavori dei meccanici e tecnici sulle rispettive barche all'interno dei box.

WET PIT: Area dove due gru meccaniche permettono la messa in acqua delle barche.

PONTONE: Area dove si allineano barche prima della partenza, punto cruciale per sorpassi e incidenti all'inizio delle gare.

TIMING AREA: Area dove vengono calcolati i tempi di gara, posto in linea con l'arrivo. All'interno e nelle zone circostanti si trova il direttore di gara. Il sistema di Timing, sviluppato da H2O Racing Ltd. è uno degli strumenti più all'avanguardia nel mondo della motonautica.
Nella stessa area sono presenti i team manager che comunicano via radio con i piloti durante la gara, fornendo informazioni sulla condizione dell'acqua, tempi, meteo e le prestazioni degli avversari.

TRIBUNE: Viene attribuita una zona per gli spettatori muniti di pass ufficiali.

## Sicurezza
La sicurezza ha un ruolo di fondamentale importanza durante queste manifestazioni sportive:
Gli Osprey, un gruppo di sommozzatori specializzati nel recupero e successivo trasporto dei piloti incidentati, svolgono un eccellente ruolo di sicurezza in acqua.
Il supporto delle barche pompieri e delle motovedette è essenziale e questi garantiscono il pronto intervento in casi d'incidenti molto gravi.
Per quanto riguarda la sicurezza a terra è presente un team di medici specializzati in traumatologia per i primi soccorsi e all'eventualità accompagnano i piloti negli ospedali più vicini al campo di gara.

## Edizioni
| Stagione | Mondiale F1     | World Grand Prix |
| -------- | --------------- | ---------------- |
| 1981     | Renato Molinari | Tony Williams    |
| 1982     | Roger Jenkins   | Michael Werner   |
| 1983     | Renato Molinari | Michael Werner   |
| 1984     | Renato Molinari | John Hill        |
| 1985     | Bob Spalding    | John Hill        |
| 1986     | Gene Thibodaux  | Jonathan Jones   |
| 1987     | non disputato   | Bill Seebold     |
| 1988     | non disputato   | Chris Bush       |
| 1989     | non disputato   | Jonathan Jones   |

| Stagione | Campione         |
| -------- | ---------------- |
| 1990     | John Hill        |
| 1991     | Jonathan Jones   |
| 1992     | Fabrizio Bocca   |
| 1993     | Guido Cappellini |
| 1994     | Guido Cappellini |
| 1995     | Guido Cappellini |
| 1996     | Guido Cappellini |
| 1997     | Scott Gillman    |
| 1998     | Jonathan Jones   |
| 1999     | Guido Cappellini |
| 2000     | Scott Gillman    |
| 2001     | Guido Cappellini |
| 2002     | Guido Cappellini |
| 2003     | Guido Cappellini |
| 2004     | Scott Gillman    |
| 2005     | Guido Cappellini |
| 2006     | Scott Gillman    |

| Stagione | Campione         |
| -------- | ---------------- |
| 2007     | Sami Seliö       |
| 2008     | Jay Price        |
| 2009     | Guido Cappellini |
| 2010     | Sami Seliö       |
| 2011     | Alex Carella     |
| 2012     | Alex Carella     |
| 2013     | Alex Carella     |
| 2014     | Philippe Chiappe |
| 2015     | Philippe Chiappe |
| 2016     | Philippe Chiappe |
| 2017     | Alex Carella     |
| 2018     | Shaun Torrente   |
| 2019     | Shaun Torrente   |
| 2021     | Jonas Andersson  |
| 2022     | Shaun Torrente   |
| 2023     | Jonas Andersson  |